# Alloniscus gerardi
Alloniscus gerardi är en kräftdjursart som beskrevs av Arcangeli 1960. Alloniscus gerardi ingår i släktet Alloniscus och familjen Alloniscidae. Inga underarter finns listade i Catalogue of Life.